# Dehesa de Montejo (kommunhuvudort)
Dehesa de Montejo är en kommunhuvudort i Spanien.   Den ligger i provinsen Provincia de Palencia och regionen Kastilien och Leon, i den norra delen av landet, 270 km norr om huvudstaden Madrid. Dehesa de Montejo ligger 1 095 meter över havet och antalet invånare är 188.
Terrängen runt Dehesa de Montejo är kuperad norrut, men söderut är den platt. Runt Dehesa de Montejo är det mycket glesbefolkat, med 4 invånare per kvadratkilometer. Närmaste större samhälle är Ruesga, 5,2 km norr om Dehesa de Montejo. Trakten runt Dehesa de Montejo består i huvudsak av gräsmarker.